# Патологическое накопительство животных
Патологи́ческое накопи́тельство живо́тных — собирание большого количества домашних животных при отсутствии достаточной площади для их проживания в квартире (доме) и возможности ухаживать за ними надлежащим образом — и одновременно отрицании своей несостоятельности. Патологическое накопительство можно охарактеризовать скорее как симптом психического расстройства, чем проявление жестокости по отношению к животным. Собиратели глубоко привязаны к своим питомцам, и расстаться с животными для них невероятно тяжело. Обычно они не могут осознать, что животные страдают из-за того, что им не могут обеспечить надлежащий уход. Собиратели склонны верить, что они обеспечивают своих питомцев достаточным уходом.

## Характеристики собирателя
Собиратель животных одержим страстью к накопительству животных, как правило беспородных, в месте своего проживания. Первоначально являясь внешне здравой идеей, довольно быстро собирательство становится выраженной формой психического заболевания. Чаще всего собиратель не может обеспечить находящимся у него животным требуемый уход, питание, пребывание на свежем воздухе и другие условия содержания, при этом продолжая увеличивать численность находящихся у него животных. Как правило, животные находятся в антисанитарных условиях, больны, не покидают пределов места содержания (квартира, дом), справляют свои естественные надобности прямо в месте содержания, фекалии и моча не убираются, разлагаясь и выделяя зловоние. Трупы умерших животных могут не убираться.
Собирателя следует отличать от профессионального заводчика животных, который может содержать значительное количество животных для селекционной работы. Но в интересах заводчика — вырастить наиболее здоровое и соответствующее стандартам животное, что повышает его цену и получаемую прибыль. Поэтому, как правило, заводчики, в противовес собирателям, уделяют большое внимание условиям содержания своих животных, строго соблюдая все предъявляемые требования.
Гари Патронек, директор Центра по исследованию общественного отношения к животным университета Тафтса, определяет собирательство как «патологическое поведение человека, включающее в себя навязчивую потребность в получении животных в своё подчинение в сочетании с отрицанием страданий этих животных». Согласно другому исследованию, отличительной чертой является неспособность собирателя обеспечить животных едой и водой в достаточном количестве, следить за их здоровьем, обеспечивать ветеринарный уход и категорическое отрицание своей несостоятельности в обеспечении должного ухода.
В совокупности с другими поведенческими признаками навязчивого собирательства, согласно «Руководству по диагностике и статистическому учёту психических заболеваний, 4-е издание», собирательство определяется как обсессивно-компульсивное расстройство личности. Как вариант, собирательство животных можно считать зависимостью, деменцией (маразмом, слабоумием) или даже фокальной (очаговой) бредовой идеей.

## Юридические решения

### Соединённые Штаты Америки
При Американском обществе предотвращения жестокости по отношению к животным существует «Команда по предотвращению собирательства», которая работает с собирателями над тем, чтобы у них в доме содержалось столько здоровых животных, сколько они смогут содержать.
Во многих штатах отсутствует юридическое определение для собирательства животных (хотя местные власти могут ограничить количество и виды животных, которых люди могут содержать дома), и многие люди даже не подозревают, насколько жестоко пренебрегают правилами содержания животных в типичных случаях собирательства. Животных, спасённых от собирателей, часто приходится содержать за счёт самих спасателей, и высокая цена спасения тоже может стать негативным стимулом для преследования случаев собирательства в судебном порядке. Эти факторы делают длительными и спорными юридические процессы против собирателей животных и вынесение вердикта «жестокое обращение с животными».
В 2005 году Фонд юридической защиты животных (ADLF) одержал значимую победу в Сэндфорде, штат Северная Каролина, в деле «ADLF против Вудли». Закон штата Северная Каролина позволяет любому лицу или организации предъявлять иск к нарушителям содержания животных.
В апреле 2005 года суд по делу вынес предписание, позволяющее ADLF и властям округа изъять более 300 больных, запущенных собак из дома семейной пары Вудли. ADLF был назначен опекуном, а собирателей признали виновными в жестоком обращении с животными. Как следующий шаг, ADLF выиграли право ограничить собирателей в их праве на посещение собак, находящихся под опекой Фонда, на время апелляционного обжалования.

### Европа
В Великобритании председатель Королевского общества защиты животных от жестокого обращения (RSPCA) сообщила, что в обществе началась кампания за легализацию наблюдения за людьми, которые берут себе большое количество животных.

### Россия
В России в 2013 году велась разработка закона, согласно которому количество животных должно быть ограничено и зависеть от жилплощади, принадлежащей их владельцу. В то же время зоозащитники выступали против принятия данного закона. Президент Центра правовой зоозащиты Светлана Ильинская утверждала, что такой закон можно принимать только тогда, когда в России будет решена проблема с бездомными животными.
Сотрудник той же организации Александр Кулагин вводит понятие «зоорабство» (подбирание бездомных животных и создание для них приютов в квартирах), объясняя это явление преступным бездействием российских властей в решении проблемы бездомных животных. В данном случае, по мнению Кулагина, речь идёт не о болезни, а о чувстве сострадания у этих людей.
В то же время уже сейчас в случаях, когда большое количество животных в квартире содержателя создаёт проблемы совместного проживания с соседями, судебным решением животные изымаются, а их владелец помещается в психиатрическую клинику. Аналогичным образом поступают на Украине. Известен случай, когда женщина, содержавшая больше 10 собак в квартире площадью 30 м2, оказала сильное сопротивление судебным приставам всеми доступными ей средствами.

## Риски при собирательстве животных
При собирательстве животных возникает множество проблем, касающихся как личного, так и общественного здоровья. Собирательство является причиной многих серьёзных угроз здоровью как собираемых животных, так и лиц, проживающих в помещении с собранными животными и живущих по соседству.

### Влияние на здоровье животных
Поскольку собирательство пагубно сказывается на здоровье животных, собирательство животных считается формой жестокого обращения с животными. Собиратели часто оказываются не в состоянии обеспечить своим животным элементарный уход, что является причиной болезней и часто смерти. Основные причины, влияющие на здоровье животного, — плохое питание, чрезмерная скученность и ненадлежащий уход. Последствия собирательства длительны и продолжают влиять на животных даже после того, как они были спасены и обеспечены лучшим уходом.

#### Плохое питание
Недостаток еды и воды — обычная вещь для собирательства. Непосредственный результат этого — истощение и смерть. Одно из исследований обнаружило, что в половине изученных случаев присутствовала смерть хотя бы одного животного, причём главной причиной смерти являлась нехватка еды и воды. Плохое питание также приводит к предрасположенности к болезням, а собранные животные часто находятся на запущенной стадии заболевания. Более того, если еды не хватает, животные начинают проявлять агрессию в борьбе за пищу, убивая, а иногда даже поедая других животных (не являются исключением даже строго травоядные, как, например, кролики). Неспособность собирателя обеспечить животных достаточным количеством еды и воды составляет большую угрозу здоровью собранных животных.

#### Чрезмерная скученность
В ситуации с собирательством животных чрезмерная скученность также является острой проблемой здоровья животных. Количество животных у собирателей колеблется от десятка до нескольких сотен, в экстремальных случаях — более тысячи животных. Животных запирают в домах, квартирах или трейлерах. В одном случае из дома было изъято 306 котов, 87 из которых были мертвы. Трупы были обнаружены в дымоходе и мебели. Более того, в случаях, если в помещении заперты представители более чем одного вида, животные могут представлять опасность друг для друга из-за межвидовой агрессии. Ввиду недостаточного жизненного пространства, распространения заболеваний и непосредственной близости друг к другу, чрезмерная скученность является главной угрозой здоровью животных при собирательстве.

#### Халатность собирателей
Другие разнообразные проблемы со здоровьем могут происходить из-за халатности собирателей и невозможности обеспечить элементарный уход за животными. Среди прочего следует отметить отсутствие ветеринарной помощи. Собиратели, во избежание огласки условий содержания их животных и из боязни того, что животных у них отнимут, часто не показывают своих животных ветеринарам. В результате заболевания не лечат и запускают. Другая проблема, связанная с невниманием владельцев, — антисанитария. Элементарная уборка продуктов жизнедеятельности отсутствует практически во всех случаях собирательства животных, животные очень грязные и кишат паразитами. Более того, животные поведенчески ненормальны из-за недостаточной социализации, вызванной отсутствием нормального общения с другими животными. Собиратели пренебрегают соблюдением даже минимальных стандартов ухода, что в сочетании с недостаточным питанием и чрезмерной скученностью приводит к проблемам со здоровьем животных.

#### Длительные последствия
Многие проблемы со здоровьем животных продолжаются даже после того, как животные освобождены. Временные приюты для животных или общественные организации, вынужденные расставлять приоритеты в работе с большим количеством спасённых животных, иногда не могут обеспечивать необходимое лечение многим животным. Большинство из спасённых животных невозможно вновь пристроить в связи с неудовлетворительным состоянием здоровья и из-за поведения. Очень часто усыпление является единственным вариантом для решения проблемы, поскольку длительное проживание в стеснённых условиях с другими животными оказывает сильное влияние на здоровье и социализацию животных и требует слишком больших затрат на их дальнейшую реабилитацию.

### Опасность для людей
Накопительство животных вызывает большое количество проблем со здоровьем как у самих собирателей, так и у тех, кто живёт рядом с ними. Собиратели не в состоянии устранить ухудшение санитарных условий и уменьшение жизненного пространства. Вследствие пренебрежения здоровьем, своим и окружающих, увеличивается риск пожаров, зоонозных заболеваний, интоксикаций.

#### Проблемы санитарии
Плохое санитарное состояние помещения создаёт опасность для здоровья людей и животных. В типичном месте обитания большого количества животных отходы жизнедеятельности животных попадают на окружающие предметы и мебель. Известен случай, когда в таком помещении пол и другие поверхности были покрыты пятнадцатисантиметровым слоем фекалий и мусора.
В дополнение к неприятному запаху, который создаёт неудобство соседям, биологические отходы представляют серьёзную опасность для здоровья из-за распространения паразитов и высокого содержания аммиака в воздухе. Департаментом безопасности и гигиены Соединённых Штатов установлено, что содержание аммиака в концентрации 300 частей на миллион является угрожающим для жизни людей; в большинстве случаев в помещениях собирателей животных концентрация аммиака в атмосфере приближается к этому значению, что требует использования защитной одежды и противогазов для проведения проверок и изъятия животных. Причем даже после проветривания содержание аммиака в помещении достигало 152 единицы на миллион.
Постоянное присутствие отходов жизнедеятельности также ухудшает условия хранения и приготовления пищи, из-за чего постоянно присутствует риск пищевых отравлений. Постоянно присутствует большое количество насекомых и грызунов, которые распространяются на прилегающие территории. Известен случай закрытия начальной школы из-за заражения блохами, распространившимися от живущего неподалёку собирателя собак.
Кроме того собиратели в дополнение к животным также могут собирать и различные предметы, что приводит к беспорядку. Это могут оказаться старые газеты, одежда и упаковки от пищи. Большое количество посторонних предметов препятствует нормальному перемещению в помещении, мешает уборке и приготовлению еды, повышается риск несчастных случаев. Ещё больше усугубляет проблему из-за вовремя не оплаченных счетов или ненадлежащего технического обслуживания отсутствие нормально функционирующего туалета, водопровода, электричества, отопления. С ухудшением жилищных условий повышается пожароопасность: хлам в помещении ограничивает возможность эвакуации при пожаре, в то же время, располагаясь возле источников тепла, может оказаться топливом для начала возгорания. Опасность пожара усиливается, когда в связи с неработающим отоплением пользуются альтернативными источниками тепла, такими как камины, печи, керосиновые или газовые обогреватели. При этом существенно повышается частота краж электроэнергии и коммунально-сетевой воды, оправдываемых самыми различными причинами.

#### Зоонозные заболевания
Другим вопросом здоровья являются зоонозные заболевания — заболевания, которые могут передаваться между человеком и любым другим позвоночным. Зоонозные болезни могут привести к летальному исходу и представляют собой серьёзную проблему для здравоохранения. Наиболее известными примерами зоонозных заболеваний являются бубонная чума, грипп и бешенство. Домашние животные составляют большую часть животных, несущих зоонозы, и, как следствие, люди, занимающиеся собирательством животных, подвергаются особому риску заражения. Зоонозы, которые могут возникнуть при большом количестве собак и кошек или вследствие укусов крыс, включают бешенство, сальмонеллёз, фелиноз, нематоды и стригущий лишай. Особую опасность представляет токсоплазмоз, который может передаваться человеку через фекалии кошек или с плохо приготовленным мясом и вызывает тяжелые врождённые пороки или мертворождение при инфицировании беременных женщин. Зоонозные болезни также вызывают различные дерматиты.

#### Пренебрежительное отношение к себе и жестокое обращение с пожилыми и детьми
Возникшее в результате накопительства животных пренебрежение к здоровью, своему и близких, и жестокое обращение с детьми определяются как «неспособность обеспечить себя товарами и услугами для удовлетворения основных потребностей» и являются независимым фактором риска. В то время как пренебрежение к себе, в основном, ассоциируется с пожилыми людьми, содержатели животных могут оказаться любого возраста. Факт жестокого обращения с детьми или пожилыми возникает, когда с содержателем животных живут иждивенцы. Это примерно половина из всех случаев. Об этом свидетельствует то, что содержатели животных часто живут при отсутствии нормальных санитарно-гигиенических условий. Как и с животными, содержатель не в состоянии обеспечить надлежащий уход за иждивенцами, которые страдают от отсутствия предметов первой необходимости и проблем со здоровьем, вызванных необходимостью жить в антисанитарных условиях. В одном случае двое детей в семье, содержащей 58 кошек и других животных, были вынуждены задержаться на второй год в первом классе из-за длительных пропусков занятий, связанных с респираторными инфекциями. Пренебрежительное отношение к себе и близким, вызванное чрезмерным накопительством животных, представляет основную опасность для здоровья.

## Проблемы психического здоровья
Многие факты свидетельствуют о наличии значительных проблем с психическим здоровьем собирателей животных, связь с конкретными психологическими расстройствами отсутствует. Модели поведения, если исходить из объяснений собирателей, включают в себя бредовые расстройства, расстройство привязанности, обсессивно-компульсивное расстройство,  деменцию и зависимость. Однако прямые доказательства для большинства из них отсутствуют.

### Бредовые расстройства
Признаки того, что у собирателей животных есть симптомы бредового расстройства, заключаются в том, что у них имеется оторванная от реальности система убеждений. Практически все содержатели не понимают степени ухудшения своего жилья и здоровья животных, при этом отказываясь признать это. Более того, содержатели полагают, что у них есть особые способности общаться с животными и/или сочувствовать им, отвергая любые предложения помощи. Бредовые расстройства эффективно объясняют такую модель поведения тем, что она предлагает объяснение очевидной слепоты укрывателей к реалиям своей ситуации.

### Расстройство привязанности
Другая модель, которая была предложена для объяснения поведения собирателей животных, — это расстройство привязанности, которое, в первую очередь, было вызвано плохими отношениями с родителями в детстве. Оно характеризуется неспособностью сформировать близкие отношения с другими людьми в зрелом возрасте. В результате страдающий от расстройства привязанности может обратиться за общением к животным. Беседы с содержателями животных подтвердили, что они часто подвергались насилию в детстве, получив психологическую травму, которая лежит в основе доказательств для этой модели.

### Обсессивно-компульсивное расстройство
Возможно, наиболее полной психологической моделью, объясняющей поведение собирателей животных, является обсессивно-компульсивное расстройство (ОКР). Для ОКР-пациентов характерно подавляющее всё чувство ответственности; вследствие этого они принимают нереальные меры для выполнения возложенных на себя обязанностей. Содержатели животных также испытывают сильное чувство ответственности по отношению к своим питомцам и приобретают нереально большое количество животных с тем, чтобы заботиться о них. Кроме того, накопление неодушевлённых предметов, практикующееся большинством собирателей животных, является довольно обычным явлением у больных ОКР. Эти совпадения между накопителями животных и больными обсессивно-компульсивным расстройством позволяют предположить, что ОКР может быть полезной моделью для объяснения поведения собирателей.

## В культуре
- На канале «Animal Planet» есть программа «Признание: Собиратели животных» (англ. «Confessions: Animal Hoarding»), в которой друзья и родственники собирателей стараются помочь им, предлагая психологическую помощь, ветеринарное обслуживание и пристройство их питомцев[31].
- В мультсериале «Симпсоны» в роли собирательницы животных выступает Элеонор Эбернети (англ. Eleanor Abernathy), известная как Сумасшедшая Кошатница (в оригинале «Crazy Cat Lady»). Она является психически больной женщиной, которая при появлении в кадре громко кричит и бросает кошек в прохожих.
- В эпизоде «Новчало» мультсериала «Южный парк» от собирательства животных пытались лечить пастуха.